# Izanagi
Izanagi je, uz Izanami, prarano božanstvo i bog stvaranja.
Imao je sestru i ženu Izanami koju je spalio njezin sin te je ona otišla u carstvo mrtvih. Izanagi je tamo otišao i vidio Izanami, ali, nažalost, ona više nije mogla biti s njim. Rekla je da će pitati vladara mrtvih za rješenje te ju Izanagi ne smije pogledati. No, Izanagi ju je pogledao i ona se pretvorila u čudovište. Pri bijegu, za Izanagijem su trčali bogovi grmljavine. Nakon što je pobjegao iz carsta mrtvih, Izanagi se okupao u rijeci iz koje se rodila Amaterasu, božica sunca i svjetlosti.
Drugo njegovo ime je Izanagi-no-mikoto.